# Mary Robinson (poetisa)
Mary Robinson, nascida Darby (Bristol, 27 de novembro de 1757 - Englefield Green, 26 de dezembro de 1800) foi uma atriz, poetisa, dramaturga, romancista e celebridade britânica. Filha de Nicholas Derby, um capitão de fragata e mercader de Bristol, e de Hester Vanacott, Mary morou na Inglaterra, França e Alemanha. Sua paixão pela poesia remontava a infância; Robinson começou a escrever aos 7 anos e aos 14 já trabalhava, primeiro como professora e depois como atriz. Ela escreveu muitas peças, poemas e romances. Ela era uma celebridade, destaque nos jornais, famosa por sua atuação e escrita. Durante sua vida, ela ficou conhecida como "a Safo Inglesa".
Em 1779, ela interpretou Perdita, personagem da peça Conto de Inverno, de Shakespeare. Durante esta apresentação, ela atraiu a atenção do Príncipe de Gales, que mais tarde se tornou o rei Jorge IV do Reino Unido, e ambos se tornaram amantes.

## Obras

### Poemas
- Poems by Mrs. Robinson (Londres: C. Parker, 1775) Publicação digital
- Captivity, a Poem and Celadon and Lydia, a Tale. Dedicated, by Permission, to Her Grace the Duchess of Devonshire. (Londres: T. Becket, 1777)
- Ainsi va le Monde, a Poem. Inscribed to Robert Merry, Esq. A.M. [Laura Maria] (Londres: John Bell, 1790) Publicação digital
- Poems by Mrs. M. Robinson (Londres: J. Bell, 1791) Publicação digital
- The Beauties of Mrs. Robinson (Londres: H. D. Symonds, 1791)
- Monody to the Memory of Sir Joshua Reynolds, Late President of the Royal Academy, &c. &c. &c. (Londres: J. Bell, 1792)
- Ode to the Harp of the Late Accomplished and Amiable Louisa Hanway (Londres: John Bell, 1793)
- Modern Manners, a Poem. In Two Cantos. By Horace Juvenal (Londres: Printed for the Author, 1793)
- Sight, the Cavern of Woe, and Solitude. Poems (Londres: T. Spilsbury and Son, 1793)
- Monody to the Memory of the Late Queen of France (Londres: T. Spilsbury and Son, 1793)
- Poems by Mrs. M. Robinson. Volume the Second (Londres: T. Spilsbury and Son, 1793)
- Poems, by Mrs. Mary Robinson. A New Edition (Londres: T. Spilsbury, 1795)
- Sappho and Phaon. In a Series of Legitimate Sonnets, with Thoughts on Poetical Subjects, and Anecdotes of the Grecian Poetess (Londres: For the Author, 1796) Publicação digital
- Lyrical Tales, by Mrs. Mary Robinson (Londres: T. N. Longman and O. Rees, 1800) Publicação digital
- The Mistletoe. --- A Christmas Tale [Laura Maria] (Londres: Laurie & Whittle, 1800)

### Romances
- Vancenza; or, the Dangers of Credulity. In Two Volumes (Londres: Printed for the Authoress, 1792)
- The Widow, or a Picture of Modern Times. A Novel, in a Series of Letters, in Two Volumes (Londres: Hookham and Carpenter, 1794)
- Angelina; a Novel, in Three Volumes (Londres: Printed for the Author, 1796)
- Hubert de Sevrac, a Romance, of the Eighteenth Century (Londres: Printed for the Author, 1796)
- Walsingham; or, the Pupil of Nature. A Domestic Story (Londres: T. N. Longman, 1797)
- The False Friend: a Domestic Story (Londres: T. N. Longman and O. Rees, 1799)
- Natural Daughter. With Portraits of the Leadenhead Family. A Novel (Londres: T. N. Longman and O. Rees, 1799)

### Dramas
- The Lucky Escape, A Comic Opera (performed on 23 April 1778 at the Theatre Royal, Drury Lane)
- The Songs, Chorusses, &c. in The Lucky Escape, a Comic Opera, as Performed at the Theatre-Royal, in Drury-Lane (Londres: Printed for the Author, 1778)
- Kate of Aberdeen (a comic opera withdrawn in 1793 and never staged)
- Nobody. A Comedy in Two Acts (performed on 27 November 1794 at the Theatre Royal, Drury Lane) Publicação digital
- The Sicilian Lover. A Tragedy. In Five Acts (Londres: Printed for the Author, 1796)